# Mecônio
Mecônio (português brasileiro) ou mecónio (português europeu) (do latim meconium, por sua vez do grego μηκώνιον, derivado de μήκων, "ópio") constitui-se nas primeiras fezes eliminadas por um mamífero recém-nascido.

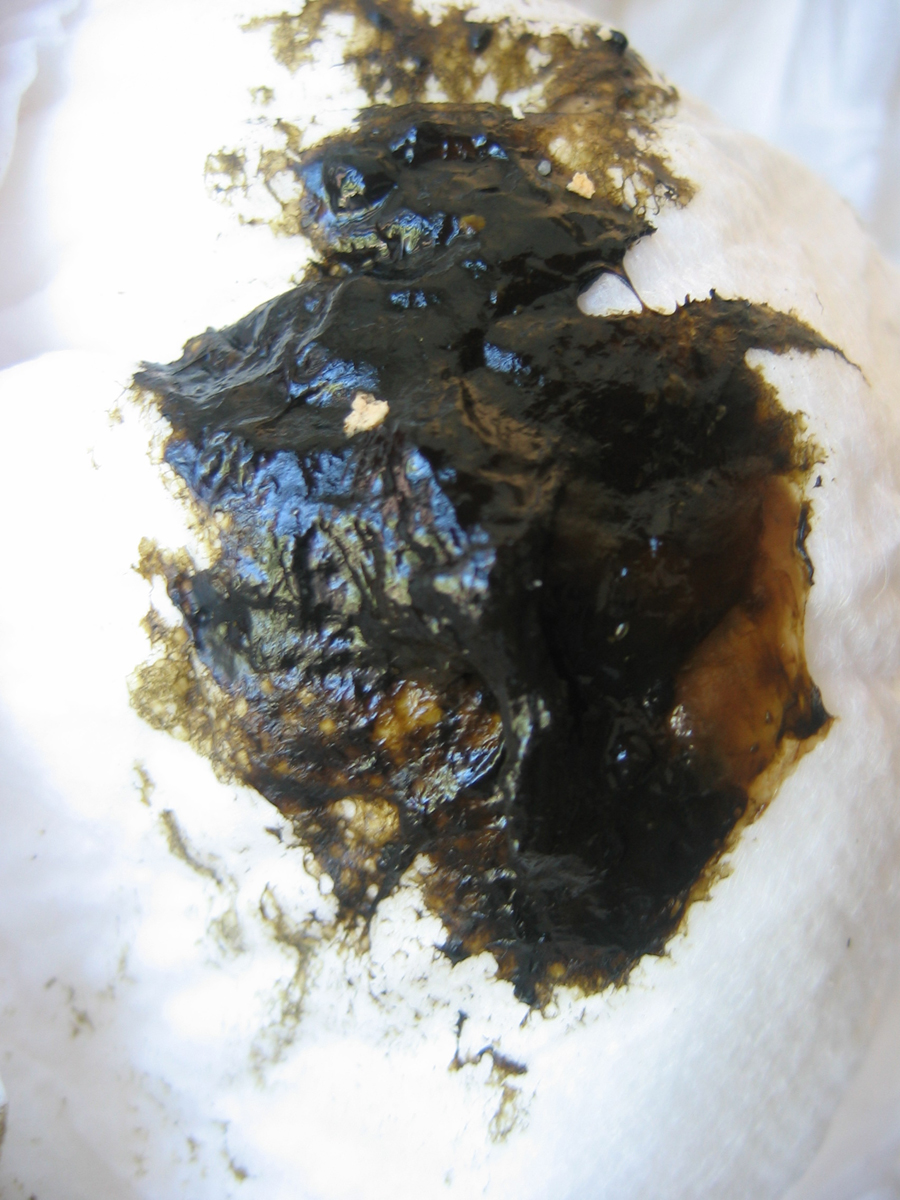
Mecônio

O mecônio é uma substância escura, de tom esverdeado, viscosa. Sua eliminação é creditada ao estímulo provocado pela ingestão do colostro, em razão do seu elevado índice de colesterol, ao qual se atribui propriedades laxantes.
O mecônio interessa à Neonatologia pois pode ser responsável por um dos males que afetam o recém-nascido, a chamada síndrome da aspiração de mecônio.
O mecônio é também um dos componentes encontrados no líquido amniótico que, com o desenvolvimento da gravidez, torna-se cada vez mais turvo e espesso em razão do aumento das excreções fetais. 
Mecônio é um material fecal de cor esverdeada bastante escura, produzida pelo feto e normalmente é expelida nas primeiras 12 horas após o nascimento.
Às vezes, o mecônio é expelido antes do parto, colorindo o líquido amniótico que normalmente é de cor clara. Esse fenômeno é anormal e pode indicar sofrimento fetal. 
Há um risco de que o bebê inale este líquido chamado líquido meconial, o que pode causar crise respiratória por obstrução e inflamação de suas vias aéreas. Esse risco é evitado desobstruindo-se por aspiração as vias aéreas do recém-nascido imediatamente após o nascimento.
Em alguns casos, é necessário recorrer, durante o parto, uma técnica chamada amnioinfusão, que consiste em diluir o líquido amniótico diretamente na cavidade uterina com um soro adequado.
Na situação inversa, um atraso na emissão do mecônio depois do nascimento, pode indicar obstrução das vias digestivas, paralisia intestinal ou malformação.
Um sintoma de ambos: doença de Hirschsprung e fibrose cística é a incapacidade de passar a fase do mecônio.
O mecônio é normalmente reservado no intestino do bebê até após o nascimento, mas às vezes é expelido para o fluido amniótico (também chamado de "licor amniótico") antes do nascimento ou durante o trabalho de parto. O fluido amniótico (chamado de "licor de mecônio") é reconhecido pela equipe médica como um sinal de sofrimento fetal, e coloca o recém-nascido em risco de aspiração de mecônio.
Mecônio pode ser testado para várias drogas. Um grupo de pesquisa canadense do Hospital para Crianças na Universidade de Toronto, mostrou que através da medição de um subproduto de etanol (FAEE) poderiam detectar objetivamente bebês expostos a muito álcool no sangue das mães durante a gestação.

## Mecônio terminal
A maior parte do tempo em que o fluido amniótico é corado com mecônio, ele é homogeneamente distribuído por todo o fluido tornando-o castanho. Isto indica que o feto excretou o mecônio há algum tempo, tal que a mistura ocorreu como que para estabelecer homogeneidade. O mecônio terminal ocorre quando o feto excreta o mecônio um curto período de tempo suficiente antes do nascimento (cesariana), em que o fluido amniótico permanece claro.

## Íleo meconial
Íleo meconial é um tipo de obstrução do intestino delgado neonatal. Ocorre em 17% dos recém-nascidos com fibrose cística.

## Tratamento
Nos casos de recém nascidos que não inalaram mas ingeriram o mecônio, o tratamento vem após a realização de dois exames, "raio X" e "hemograma", o raio-X serve para eliminar a possibilidade de inalação, ou seja, caso de bebês que respiraram o mecônio, e o hemograma serve para detetar as substâncias nocivas no sangue, tendo em vista que o bebê muitas das vezes, não apresenta nenhum tipo de sintoma inicial que denuncie o mecônio em seu sangue, tudo isto é detetado no parto. Após confirmado, o tratamento com antibióticos, vitaminas e o leite materno são indispensáveis.

## Folclore
Em muitos países existe a superstição de que a fralda com o mecônio deva ser jogada fora, muitas vezes com algum ritual. Outra crendice é que esta deve ser jogada sobre o telhado da casa onde mora a mãe do recém-nascido. O objetivo é trazer sorte para a criança, afastando-lhe qualquer mal.

## Usos medicinais
A deteção do mecônio, em medicina legal, constitui uma das provas periciais da existência de parto, e de que a criança nasceu viva. Sua identificação procede-se com a adição de ácido sulfúrico ou iodo, quando apresenta cristais em tom azul de colesterina. Quando se lhe adiciona água, torna-se intumescido. A análise do mecônio também pode servir de prova para comprovar se a mãe usou ou não álcool e/ou drogas durante a gravidez.